# 프라하 메트로놈

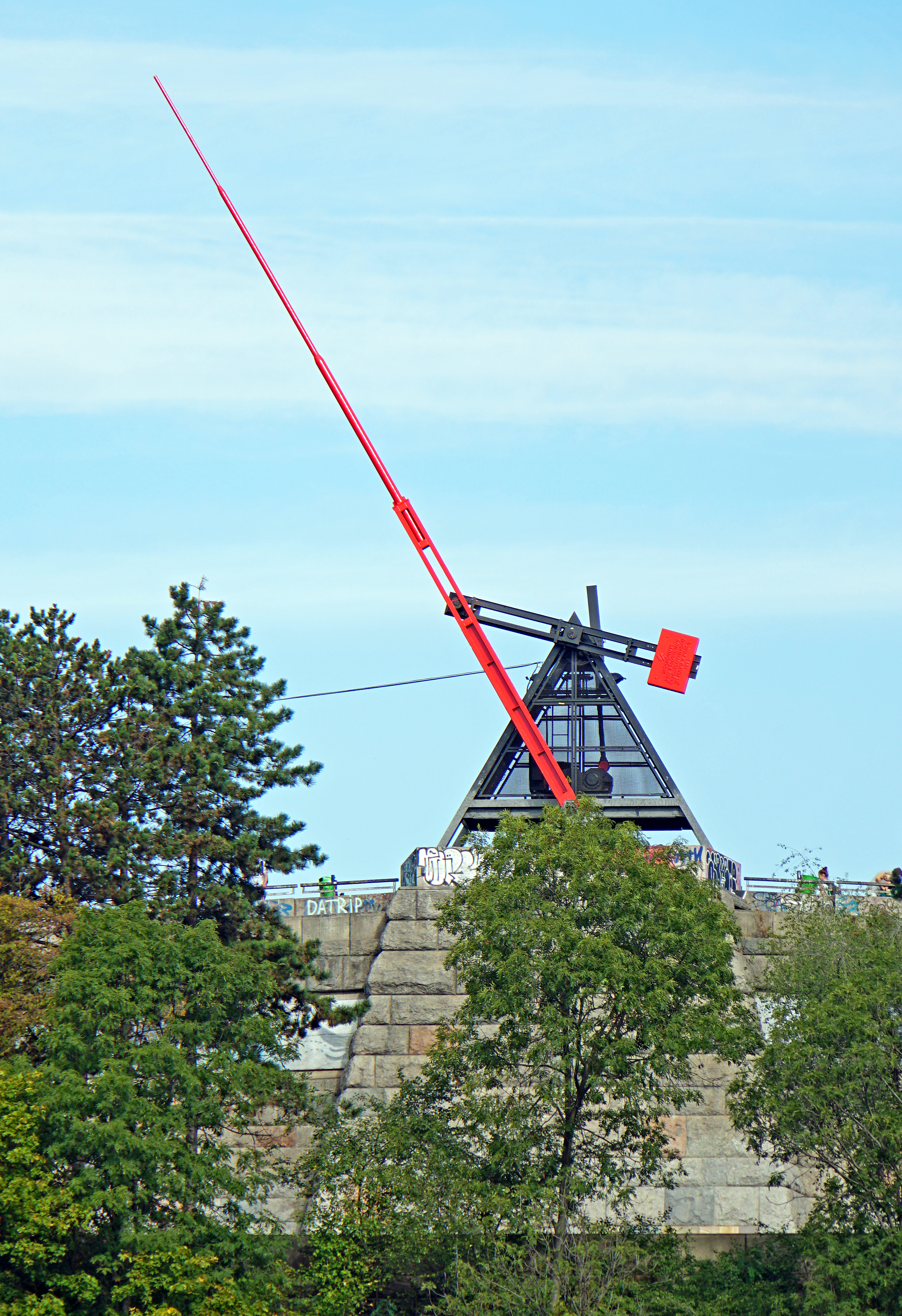
프라하 메트로놈

프라하 메트로놈(체코어: Pražský metronom)은 체코 프라하에 있는 대형 무음 메트로놈이다. 블타바강과 프라하 중심가를 내려다보는 레트나 공원에 있으며, 높이는 75-피트-tall (23 m)다. 이 조각품은 1962년 후반에 전 소련 지도자 이오시프 스탈린의 거대한 기념물이 철거되어 비어 있던 기단 위에 1991년에 세워졌다. 이 메트로놈은 예술가 브라티슬라프 노바크가 디자인했으며 공식적으로 "타임머신"이라는 이름이 붙었다.